# Delissea laciniata
Delissea laciniata är en klockväxtart som beskrevs av Wilhelm B. Hillebrand. Delissea laciniata ingår i släktet Delissea, och familjen klockväxter. Inga underarter finns listade i Catalogue of Life.